# 本門経王宗
本門経王宗（ほんもんきょうおうしゅう）は、法華系の一派である。本門法華宗より大正11年（1922年）に分派し、本門経王宗と公称する。

## 寺院
- 崇鷲山寶乘寺（東京都調布市）
- 寶乘寺水戸別院（茨城県水戸市）
- 寶乘寺横浜別院（神奈川横浜市）

- 淨唱山本法寺（東京都渋谷区）
- 湘南山大光寺（神奈川県平塚市）
- 寶樹山妙行寺（東京都あきる野市）